# Arthur Cornette
Arthur Cornette, né le 15 août 1903 à Lille (Nord) et décédé le 25 février 1984 à Hellemmes (Nord), est un homme politique français.

## Biographie
Directeur d'école, il est révoqué par le régime de Vichy et réintégré en 1944 à Hellemmes à l'école Jean Jaurès.
Très engagé dans la Résistance, il est en 1945 secrétaire général pour le Nord du Syndicat national des instituteurs et membre du Conseil supérieur de l'Éducation nationale.
Il est président fondateur de la branche nord de la MGEN en 1948.
Bernard Derosier lui succède dans ses différents mandats en 1978, lorsqu'Arthur Cornette, âgé de 75 ans s'estime trop âgé pour continuer et met fin à sa vie publique.
Il meurt à Hellemmes en 1984, à l'âge de 80 ans.

## Mandats
- Maire d'Hellemmes (1947-1983). Il est un artisan résolu de l'association entre Lille et Hellemmes[1].
- Conseiller général pour le canton de Lille-est (1952-1973)
- Député de la 4e circonscription du Nord de 1962 à 1968[3],[4] puis de 1973 à 1978[5].

## Honneurs
- Chevalier de la Légion d'honneur
- Officier des Palmes académiques
- Chevalier du mérite social[2].